# Harakmbettalen

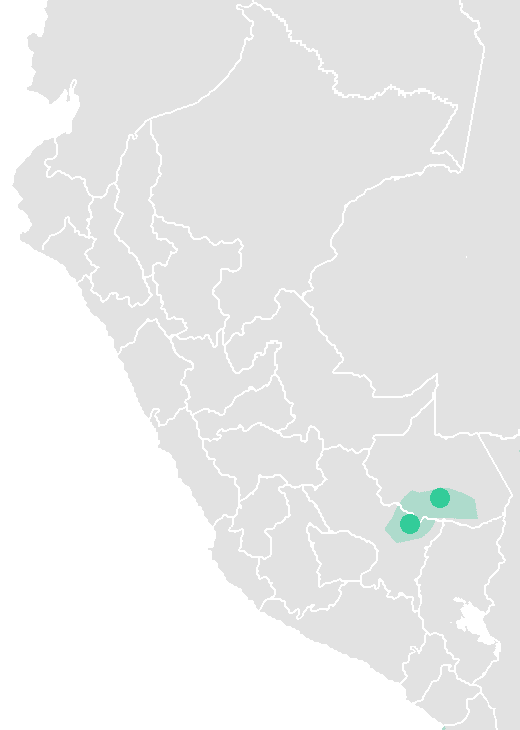
Verspreiding van de Harakmbettalen.

Harakmbet, ook wel gespeld als Harákmbet, Harákmbut of Harakmbut is een kleine taalfamilie uit Peru. De taalfamilie omvat twee talen, het Huachipaeri en het Amarakaeri. Slechts een paar honderd mensen spreken nog een Harakmbettaal vandaag de dag.